# Скороходов, Глеб Анатольевич
Глеб Анато́льевич Скорохо́дов (23 апреля 1930, Грозный, Северо-Кавказский край — 10 октября 2012, Москва) — советский и российский журналист, киновед, эстрадовед, теле- и радиоведущий. Заслуженный деятель искусств Российской Федерации (2000).

## Биография
Родился 23 апреля 1930 года в Грозном в семье военного. Отец — Анатолий Владимирович Скороходов (1907—1990), мать — Гутта Борисовна Скороходова (урождённая Ресинзон, 1905—1993). Позже семья переехала в Москву и поселилась в Замоскворечье, у Чернышевских казарм. Учился в московской школе № 545.
В 1953 году окончил факультет журналистики МГУ, в 1957 году – аспирантуру МГУ.
С 1958 года – автор и режиссёр Главной редакции литературно-драматических программ Гостелерадио СССР, работал корреспондентом и редактором в звукозаписывающей студии «Мелодия». В 1964 году защитил диссертацию на соискание учёной степени кандидата филологических наук по теме «Михаил Кольцов — советский журналист».
Преподавал на факультете журналистики Университета дружбы народов.
С 1970 года — доцент Всесоюзного государственного института кинематографии.
Сотрудничал с Авторским телевидением. С 1993 по 2001 год вёл передачу «В поисках утраченного» на 1-м канале Останкино, ОРТ и НТВ; с 2002 по 2005 год — «Киноистории Глеба Скороходова» на канале «Россия». Лауреат премии ТЭФИ (1999).
Также работал на радио: в 1994—1995 годах вёл передачу «Старинные новинки» на станции «Надежда», а до 2007 года — программы «Мюзик-холл» и «Говорите мне о любви» на «Маяке».
Был лично знаком со многими известными певцами и актёрами, среди которых Леонид Утёсов, Клавдия Шульженко,  Фаина Раневская, Александр Варламов, Людмила Гурченко. В 2001 году совместно с Аллой Пугачёвой создал цикл телевизионных программ «Вспоминая Рождество».
Автор книг о Ф. Раневской, К. Шульженко, Л. Утёсове и других деятелях искусства. Осуществил литературную обработку книг К. Шульженко, Л. Смирновой.
Скончался 10 октября 2012 года после продолжительной болезни. 13 октября 2012 года состоялось отпевание в Храме Космы и Дамиана в Шубине, после чего тело было кремировано на Хованском кладбище.
Урна с прахом захоронена на Даниловском кладбище в Москве.

### Литературная обработка
- Шульженко К. И. «Когда вы спросите меня…» / Лит. запись Г. Скороходова. — М.: Мол. гвардия, 1981. — 222 с. — (Мастера искусств — молодёжи). — 100 000 экз.
- Смирнова Л. Н. Моя любовь : [воспоминания] / Лит. запись: Г. А. Скороходов, И. А. Сидорова. — М.: ПРОЗАиК, 2011. — 413 с. — 3000 экз. — ISBN 978-5-91631-138-9.

## Награды и звания
- 2000 — Заслуженный деятель искусств Российской Федерации[10]